# Maria Yamamoto
Maria Yamamoto (jap. 山本 麻里安 Yamamoto Maria; ur. 11 września 1981) – japońska seiyū i piosenkarka pochodząca z Tokio.

## Filmografia
Ważniejsze role są pogrubione

### Seriale anime
- Akahori Gedō Hour Rabuge (Marinyan Yamamoto w odc. 3)
- Amazing Nurse Nanako (Nanako)
- Cinderella Boy (I Lyan Rain)
- Chance Pop Session (Nozomi Kaihara)
- D.Gray-man (Katia w odc. 43)
- Demon Prince Enma (OAV) as Sacchan
- Eien no Aseria (Lestiina Dai Galos)
- Elementhunters (Natasha / Mendereva Natalia)
- Elfen Lied (Kisaragi, Kanae i Saito)
- Guardian Hearts Power Up! (Aya Kureha)
- Guilstein (Iyu)
- Hand Maid May (Cyberdoll May)
- His and Her Circumstances (Kano Miyazawa – debiut)
- His and Her Circumstances (Kano Miyazawa)
- Kyo no Gononi (Natsumi Hirakawa)
- Lovege Chu - Miracle Seiyū Hakusho (Amane Oohara)
- Magical Nyan Nyan Taruto (Chitose)
- Makasete Iruka!
- Memories Off (Ayaka Matsukawa)
- Mermaid Melody Pichi Pichi Pitch (dziewczyna w odc. 17)
- Metal Gear Solid 2: Sons of Liberty (Emma Emmerich)
- Nurse Witch Komugi (samą siebie w odc. 4)
- Papillon Rose (Tsubomi)
- Petite Princess Yucie (Yucie)
- Porfy no Nagai Tabi (Sophia)
- Princess Rouge (Megumi Kana)
- Ryusei Sentai Musumet (Shinobu Nakagawa)
- School Rumble (Giorno)
- School Rumble: 2nd Semester (Rinko, Saeko)
- Seraphim Call (Urara Tachibana)
- Soul Nomad & the World Eaters (Euphoria)
- Touka Gettan (Hibari)
- Yami to Bōshi to Hon no Tabibito (Quill)

## Piosenki do Anime

### Openingi
- Chance Pop Session: "Pure Blue" (z Atsuko Enomoto i Mayumi Iizuka)
- Petite Princess Yucie: "Egao no Tensai" (z Yuki Matsuoka, Yukari Fukui, Ayako Kawasumi, Fumiko Orikasa)
- Seraphim Call (11 ending): "Yes, it's my true love"

### Endingi
- Amazing Nurse Nanako
- Chance Pop Session: "Love Forever" (z Atsuko Enomoto i Mayumi Iizuka)
- His and Her Circumstances (2 ending): "Kaze Hiita Yoru" (z Yuki Watanabe)
- Magical Meow Meow Taruto (ending theme): "Hana Uta no Hareruya!" (z Hisayo Mochizuki i Masayo Kurata)
- NieA 7: "Venus and a Small God"
- A Little Snow Fairy Sugar (1 ending): "Snow Flower"